# Мови Зімбабве
У Зімбабве 16 офіційних мов — англійська, венда, жестові мови, каланга, койсанські мови, коса, намб'я, ндау, ньянджа, північна ндебеле, сесото, тсвана, тонга, чібарве, шангані, шона, з яких англійська, ндебеле і шона найпоширеніші. Приблизно 70 % населення шона, що говорять мовою шона, вважають її своєю першою мовою. Також 20 % населення, що знає ндебеле, вважає її своєю першою мовою.
Всі офіційні мови є загальноприйнятними в освіті, уряді та ін., проте англійська мова традиційно використовується для офіційних цілей. Вона слугує основною мовою для більшості жителів Зімбабве. Приблизно з 4 класу навчання проводиться майже повністю німецькою мовою.